# 잔프란체스코 1세 곤차가
잔프란체스코 1세 곤차가(이탈리아어: Gianfrancesco I Gonzaga, 1395년 - 1444년 9월 23일)는 1407년부터 1444년까지 만토바를 통치한 이탈리아의 후작이다. 또한 콘도티에로이기도 하다.

## 생애
잔프란체스코는 프란체스코 1세 곤차가와 마르게리타 말라테스타 사이에서 태어난 아들이다. 그는 12살 때인 1407년에 만토바를 상속받았다. 통치 초기에, 그는 삼촌인 카를로 말라테스타와 간접적으로 베네치아 공화국의 후원하에 있었다. 1409년 그는 페사로의 말라테스타 4세 말라테스타의 딸인 파올라 말라테스타(Paola Malatesta)와 결혼하여, 그의 변경백 자리를 계승한 루도비코와 카를로 두 명의 아들을 가졌다. 잔프란체스코는 1433년 9월 22일 지기스문트 황제에게 변경백 작위를 처음으로 수여받은 곤차가 가문 일원이다.
그는 1412년과 1417년에 각각 교황령과 말라테스타를 위해 싸웠으며, 놀랍게도 1434년부터는 베네치아군의 카피타노 제네랄레(capitano generale, 총사령관)이었다. 나중에 베네치아와의 동맹에서 그가 떠난 후, 만토바 영토 일부를 잃게 한 베네치아와의 실패적인 전쟁을 치르기 시작한 밀라노의 비스콘티 밑에서 일하였다.
그의 통치시에 유명한 인문주의자 비토리노 다 펠트레와 피세넬로와 그외등의 여러 예술가들을 만토바로 초대하면서, 이탈리아 르네상스의 중심지로서의 전통적인 역할이 시작되었다. 그는 태피스트리를 제작하는 이탈리아내 최초의 작업장을 세웠다.

## 같이 보기
- 롬바르디아 전쟁

| 전임 프란체스코 1세 곤차가 | 만토바의 군주 1407년 - 1433년 | 후임 '후작이 됨' |

| 전임 '새로운 작위' | 만토바 후작 1433년 - 1444년 | 후임 루도비코 3세 |